# 佩德拉-杜因达亚
佩德拉-杜因达亚是巴西米纳斯吉拉斯州的一个市镇。总面积349.092平方公里，总人口3921人，人口密度11.2人/平方公里。